# Den lilla vanten
Den lilla vanten (ryska: Ва́режка, Várezjka) är en sovjetisk dockfilm från 1967 regisserad av Roman Katjanov på Sojuzmultfilm.

## Handling
En flicka drömmer om att skaffa hund, men hennes stränga och upptagna mamma låter henne inte göra det. Då går flickan till grannarna som har en svart hund och ber dem om en valp. Men valpen drar in en pöl i lägenheten, och hennes mamma begär att flickan lämnar tillbaka den till grannarna.
När flickan går ut på gården och tittar på de lekande barnen och deras hundar, börjar hon leka med sin stickade röda vante och låtsas att den är hennes valp. Flickan vill verkligen ha en hund så mycket att vanten blir en riktig valp i hennes drömmar, samtidigt som den behåller sin "stickade" strukturen och mönstret med tre svarta rutor på baksidan.
Överlycklig tar flickan med sig sin nya vän till en utställning för fyrbenta husdjur. "Hundvanten" är den första som hittar en pinne och rusar till mållinjen, men på hinderbanan fastnar den på en spik och därför vinner en annan hund.
Flickan fortsätter att leka med "hundvanten" hemma. Hon häller mjölk i en skål, men så lägger hennes mamma märke till henne. Mamman tror att dottern tagit med sig valpen igen igen med ser en vante istället. Då inser mamman att hennes dotter verkligen vill ha en hund och går själv till grannarna för att be om en valp.

## Filmteam
- Manusförfattare — Zjanna Vitenzon
- Regissör — Roman Katjanov
- Scenograf — Leonid Sjvartsman
- Filmfotograf — Iosif Golomb
- Kompositör — Vadim Gamalija
- Ljudtekniker — Georgij Martynjuk
- Animatörer — Maja Buzinova, Jurij Norsjtejn, Iosif Douksja, Vjatjeslav Sjilobrejev
- Klippare — Vera Gokke
- Redaktör — Natalja Abramova
- Dockor och rekvisita — Pavel Gusev, Oleg Masainov, Valerij Petrov, Marina Tjesnokova, G. Gettinger, G. Ljutinskij, Alexander Maksimov, V. Kalasjnikov, V. Kuranov, Semjon Etlis
- under ledning av — Roman Gurov
- Producent — Natan Bitman

## Produktion
Intrigen i filmen handlar, enligt scenografen Leonid Sjvartsman, om att mamman inte förstår sin dotter, som lever i sin egen värld. Förebilden till huvudpersonens mor var en nära vän till konstnären — Tamara Poletika, som var hans vän serietecknaren Lev Miltjins första fru, och Sjvartsman gav karaktären både en yttre likhet och en karaktärslikhet.
Leonid Sjvartsman noterade att i sitt sökande efter bilden av en viss karaktär uppstod de mest intressanta lösningarna, enligt hans egen åsikt, när han stannade vid en bekant person. "Till exempel, när jag ritade en bulldogg i Den lilla vanten började alla känna igen min regissör Katjanov — han var så starkt utåtriktad..." mindes serietecknaren.

## Kritik
Sergej Asenin uppskattade i sin bok "Volsjebniki ekrana" mycket regissörens kreativa arbete. Författaren noterar att Katjanov i den tecknade filmen "inte strävar efter groteska lösningar", och "hans karaktärer framkallar inte så mycket ironi utan ett leende av sympati och förståelse".

## Utmärkelser
- IFF i Moskva — silvermedalj i tävlingen för barnfilmer (1967)
- Internationella filmfestivalen för barn och ungdom i Gijón — Gijon stadspris "För den höga konstnärliga kvaliteten på animation" (1968)
- Internationella filmfestivalen för barn och ungdom i Gijón — Grand Prix "Guldplåten" (1968)
- III Allunionsfilmfestival — första pris (1968)